# Cunlhat
 Cunlhat  es una población y comuna francesa, situada en la región de Auvernia, departamento de Puy-de-Dôme, en el distrito de Ambert y cantón de Cunlhat.

## Demografía
| 1409 | 1429 | 1408 | 1416 | 1411 | 1350 |
| Para los censos de 1962 a 1999 la población legal corresponde a la población sin duplicidades (Fuente: INSEE [Consultar]) |      |      |      |      |      |

## Personas relacionadas
- Maurice Pialat, cineasta.